# Kaita (Hiroshima)
Kaita (海田町 Kaita-chō?) es un pueblo localizado en la prefectura de Hiroshima, Japón. En junio de 2019 tenía una población estimada de 29.431 habitantes y una densidad de población de 2.134 personas por km². Su área total es de 13,79 km².

## Geografía

### Localidades circundantes
- Prefectura de Hiroshima
  - Hiroshima
  - Kumano
  - Saka

## Demografía
Según los datos del censo japonés, esta es la población de Kaita en los últimos años.
| Año del censo | Población |
| ------------- | --------- |
| 1995          | 30.047    |
| 2000          | 30.042    |
| 2005          | 29.137    |
| 2010          | 28.475    |
| 2015          | 28.667    |